# Miralcamp
Miralcamp – gmina w Hiszpanii, w prowincji Lleida, w Katalonii, o powierzchni 14,83 km². W 2011 roku gmina liczyła 1432 mieszkańców.